# Franco Brenni
Franco Brenni (* 3. August 1897 in Bellinzona; † 5. März 1963 in Zürich) war ein Schweizer Diplomat.

## Leben
Brenni absolvierte an der Universität Freiburg ein Rechtsstudium und schloss 1919 mit dem Lizentiat ab. Von 1920 bis 1926 war er als Advokat und Notar in Bellinzona tätig.
Im Jahr 1926 wechselte er in das Eidgenössische Politische Departement (EPD, heute: EDA) und arbeitete als Kanzleisekretär hierfür auf dem Konsulat in Mailand. Auf Wunsch von Heinrich Rothmund wurde er zur eidgenössischen Fremdenpolizei versetzt, wo er von 1928 bis 1930 als Sekretär tätig war. Ab 1930 war Brenni persönlicher Sekretär vom Bundesrat Giuseppe Motta. Danach arbeitete er im diplomatischen Dienst in Neapel (ab 1935 als Konsul), Athen (1941–1942 als Geschäftsträger), Mailand (1942–1954 als Generalkonsul), in Havanna (1954–1957 als Schweizer Gesandter und ab 1959 als Botschafter und gleichzeitig in der Dominikanischen Republik und Haiti akkreditiert) und Lissabon (1959 als Schweizer Gesandter und ab 1959 als Botschafter).
Brennis hatte im Militär den Grad eines Hauptmanns. Er spielte mit Oberst Mario Martinoni eine wichtige Rolle bei den Ereignissen von Chiasso vom 28. April 1945. Durch dieses Vorgehen erleichterte Brenni die Kapitulation der an der Grenze massierten deutschen Truppen.